# Batalla de Atapuerca
La batalla de Atapuerca ocurrió el 1 de septiembre de 1054 en la llanura frente a la sierra de Atapuerca (Burgos) entre Fernando I, rey de León y conde de Castilla, y su hermano García Sánchez III «el de Nájera», rey de Pamplona, hijos ambos de Sancho III el Mayor.

## Antecedentes
A raíz de la muerte del joven conde García Sánchez de Castilla en León en 1028, Sancho el Mayor ocupó el Condado de Castilla y su parte en Álava en nombre de su esposa, pero con intención de mantenerlo en la herencia para dotar a Fernando. A su muerte en 1035 Sancho dividió sus dominios entre sus hijos: García Sánchez III heredó el reino patrimonial de Pamplona, más Álava y prácticamente la mitad del Condado de Castilla: Montes de Oca, La Bureba, Trasmiera y Las Merindades, entre otros territorios. Fernando, que venía ostentando la dignidad condal ya en vida de su padre Sancho, recibiría un mermado Condado de Castilla. A dos años de heredar el joven rey de León, Bermudo III, refugiado hasta la muerte de Sancho III en las marcas de Galicia, intentó recuperar territorios del Cea anexionados por su cuñado castellano y algo del prestigio perdido y se movilizó contra Fernando. Este, en inferioridad de fuerzas pidió ayuda a su hermano en Pamplona para resistir al rey Bermudo a cambio de buenas prebendas en los territorios fronterizos de Álava y Castilla Vieja. La muerte en campaña de Bermudo tras caer desmontado en el campo de batalla de Tamarón transformaría el statu quo entre hermanos, pasando Fernando a ser rey Jure uxoris por su esposa Sancha y coronados en León en 1038. Fernando, 17 años después de hacerse con la corona de León, se enfrentó a su hermano García para recuperar esos territorios.
La Crónica Silense, escrita unas décadas más tarde, relatan que el rey García enemistó a su hermano Fernando cuando este le visitó en Nájera durante su enfermedad. Repuesto de su estado y arrepentido, García retornó la visita a Fernando para hacer las paces y disculparse. Fernando no solo no lo aceptó sino que lo cargó de cadenas y encerró en un torreón de tierras del Cea. Cuando García pudo escapar, declaró guerra contra León y rechazó ya todas las embajadas oficiales. García pidió ayuda a su hermano Ramiro I de Aragón, bailío en Aragón y algunos moros de taifas deudos.
Según la Crónica Compostelana, el rey García ofendió a uno de sus nobles, Sancho Fortún, lo cual empujó a este a traicionarle. Sin embargo la autoría de la Compostelana tenía obvios intereses Fernandinos. Este Fortún había sido ayo de García desde su nacimiento y lo quería como a su propio hijo habiendo caído en combate junto a él.
La Crónica de Nájera la achaca a muerte alevosa durante el combate, a manos de parientes del difunto monarca leonés Bermudo, los cuales desacataron las órdenes de Fernando de no intervenir en liza contra García sino forzar su captura vivo.
A la muerte de su rey, los navarros guardaron campo durante la noche y vigilia para llevarle en procesión fúnebre al panteón recientemente edificado por él mismo en Nájera. Fernando mismo acudió junto a la capilla ardiente de su hermano y a la proclamación y jura de su sobrino Sancho, todavía adolescente, como nuevo rey de Navarra, al que prometió guardar bajo su protección como rey imperante en Hispania. Se concertó la recuperación de territorios castellano-alaveses y la frontera de ambos reinos en línea con el Ebro desde el Camino de Santiago en Logroño como término de paz.
Las fuentes en común acuerdan que hubo serios agravios personales entre los monarcas fraternos aunque para sus cortesanos más allegados estos tuvieran también intereses de fondo en cuanto a posesiones y jurisdicciones limítrofes a dilucidar más claramente, en unos territorios que hasta la fecha y quizás desde mucho antes de la conquista de la península por los árabes, se mantuvieron entre el ámbito navarro y la meseta central una separación bastante difuminada e imprecisa en el alto Ebro y que se marcaran así y con variadas alternancias por más siglos y todavía hasta los días de hoy entre la identidad cultural y esferas de poder castellanas y navarras.

## Consecuencias
El monarca pamplonés resultó herido de muerte por un noble castellano, falleciendo en los brazos de San Íñigo. Fernando I se anexionó la comarca para su reino, que era en ese momento territorio pamplonés. En el mismo campo de batalla se nombró rey de Pamplona al hijo del difunto García, Sancho Garcés IV, después de haber rendido homenaje a Fernando I.
Tras la batalla, Diego Flaínez, padre del Cid, reconquista hacia 1055 los castillos, entonces pamploneses, de La Piedra y de Úrbel del Castillo que cerraban el paso a través del valle del alto Urbel.

## Fin de rey
Aunque la batalla se dió en el llano recorrido por el arroyo Fuentes, según la tradición local, el rey herido mortalmente. fué a morir, fuera del campo de la lucha, al término conocido con el nombre de Prado Redondo, próximo ya a la serrezuela, al suroeste de Ages, junto a un abundante regato que cerca de allí va a unirse al anterior y a una vereda de merinas. En memoria del suceso, según la misma tradición, se colocó en el lugar de la muerte una enorme piedra, que los vecinos llaman de Fin de rey; y es  como se ve por el fotograbado número 2 un peñasco sin labrar de dos metros y medio de alto, traído de la sierra próxima y colocado allí probablemente por orden del rey vencedor Fernando I.
Consigna el Diccionario de Madoz, que "a la entrada de la sacristía de la iglesia parroquial de Agés hay una lápida sepulcral, en cuyo derredor se ve una inscripción ilegible, y en su centro una figura de hombre, y en este sepulcro se cree estuvieron encerrados los restos de Don García III de Navarra, muerto en una batalla, dada en 1.° de septiembre de 1054 entre este pueblo y Atapuerca, sospecha que confirma en algún tanto una enorme piedra en tosco, que aún existe en los límites de ambos pueblos, y a la que llaman los naturales Fin de rey".
Aducimos íntegro el párrafo para refutarle y hacer constar que la tradición local, repite que a la entrada del templo se hallan enterradas las entrañas de dicho infortunado soberano bajo una gran losa; pero ésta ya no existe, y debió desaparecer al renovar el pavimento en el siglo XIX, según allí se cree.
La lápida descrita por Madoz subsiste, pero es una lauda propia de un personaje eclesiástico con sus vestiduras sacerdotales y bonete, labrada en relieve al estilo del siglo XVI, muy gastada su inscripción, y probablemente corresponde al arcediano de Alcaraz, dignidad de la S .I. P. de Toledo, que hizo a la iglesia un legado importante, o a D. Miguel Gutiérrez, cura de Agés, que amplió el templo, y fundó obra pía para sostenimiento de un maestro de escuela. Como consta que el cuerpo del soberano fué trasladado a Nájera, parece muy razonable que siguiendo la práctica de la época, le extrajesen las entrañas antes de hacerlo, y las depositasen en la iglesia más próxima al campamento navarro, que estuvo en Agés.

## Conmemoración

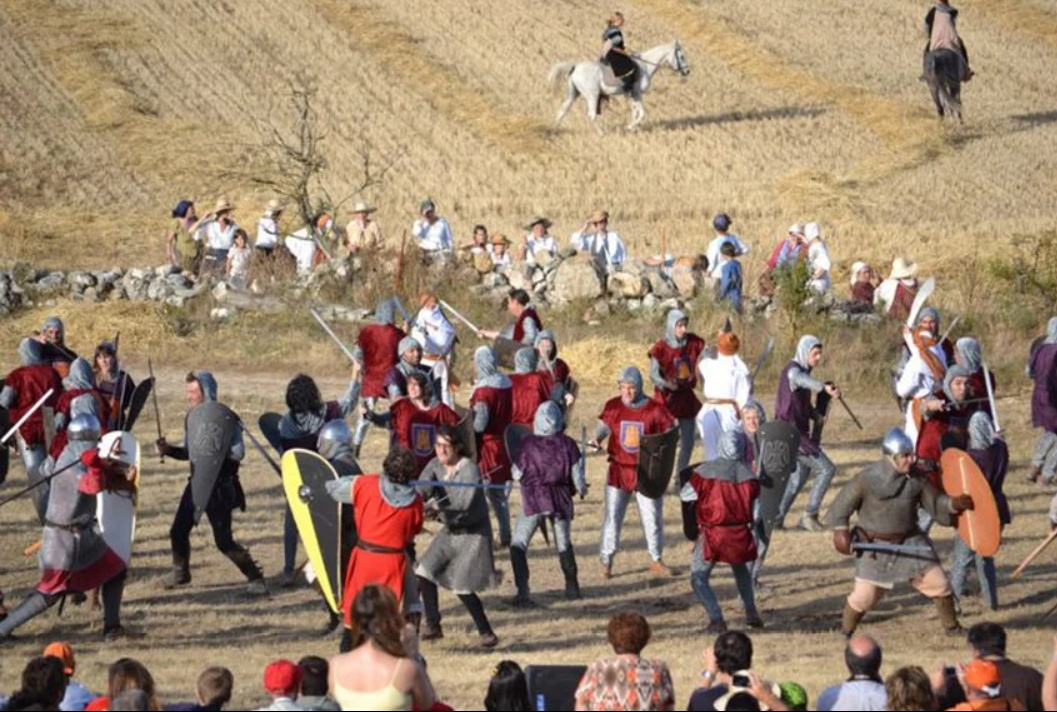
Representación histórica de la batalla de Atapuerca

La representación histórica de la batalla de Atapuerca que organiza la Asociación Amigos de Atapuerca, se celebra desde el año 1996, está declarada Fiesta de Interés Turístico de Castilla y León y distinguida como Mejor Iniciativa de Desarrollo Local de Castilla y León. Cuenta también con los Premios Tamarón Cultura, Atapuerca Cultura y Atapuerca Turismo, otorgados por el ayuntamiento de la localidad. Forma parte de la Asociación Española de Fiestas y Recreaciones Históricas y de la Confederación Europea de Fiestas y Manifestaciones Históricas. Se celebra el penúltimo domingo del mes de agosto y es el acto central alrededor del cual se desarrollan diversos eventos durante todo el fin de semana, se celebra al aire libre, en la ladera de la iglesia de San Martín, de la localidad de Atapuerca, es de carácter gratuito y está destinada a todo tipo de públicos. Los actos comienzan unos días antes, con el desfile de las tropas del rey Fernando I de León por las calles del centro histórico de la ciudad de Burgos. La noche anterior a la contienda tiene lugar en la localidad de Atapuerca el recibimiento al rey Fernando I, un concierto y la entrega del Premio Nacional Batalla de Atapuerca. La representación histórica no es una recreación histórica que se ajuste al hecho histórico, pero año tras año desde la organización intentan mejorar la puesta en escena, armas, atrezo, vestuario, costumbres y la fidelización histórica.[cita requerida] En la actualidad Atapuerca cuenta con el Centro Turístico Cultural Batalla de Atapuerca, un espacio interpretativo, de investigación, dinamización y divulgación que favorece el conocimiento del hecho histórico acontecido en el año 1054.